# Ulf Kirsten
Ulf Kirsten (ur. 4 grudnia 1965 w Riesie) – niemiecki piłkarz, który występował na pozycji napastnika.
W latach 1983–1990 zawodnik Dynamo Drezno, z którym dwukrotnie zdobył Mistrzostwo Niemiec Wschodnich w sezonach 1988/1989 i 1989/1990, a także dwukrotnie Puchar FDGB w sezonach 1984/1985 i 1989/1990. W 1990 został piłkarzem Bayeru Leverkusen, w którym występował do 2003. W sezonie 1992/1993 zdobył Puchar Niemiec, a w sezonie 2001/2002 został finalistą Ligi Mistrzów UEFA.
W latach 1985–1990 reprezentant Niemieckiej Republiki Demokratycznej, a w latach 1992–2000 reprezentant Niemiec. Uczestnik Mistrzostw Świata 1994 i 1998, a także Mistrzostw Europy 2000.

## Sukcesy piłkarskie
- wicemistrzostwo Niemiec 1997, 1999, 2000 i 2002, Puchar Niemiec 1993 oraz finał Ligi Mistrzów 2002 z Bayerem Leverkusen
- Król strzelców Bundesligi w 1993 (20 goli), w 1997 (22) i w 1998 roku (22).
- W barwach Dynama Drezno rozegrał 154 mecze i zdobył 57 goli.
- W barwach Bayeru Leverkusen rozegrał 350 meczów i zdobył 182 goli (jest piąty na liście najlepszych strzelców Bundesligi).

W reprezentacji NRD od 1985 do 1990 roku rozegrał 49 meczów i strzelił 14 goli.
W reprezentacji Niemiec od 1992 do 2000 roku rozegrał 51 meczów i strzelił 20 goli – starty w Mistrzostwach Świata 1998 (ćwierćfinał) i Mistrzostwach Europy 2000 (runda grupowa).
Obecnie bierze udział w kampaniach reklamowych firmy Braun.
Jemu, Matthiasowi Sammerowi, Andreasowi Thomowi i Thomasowi Dollowi z piłkarzy mających za sobą grę w drużynie narodowej NRD, udało się awansować do pierwszej jedenastki reprezentacji zjednoczonych Niemiec.
Łącznie w karierze 504 meczów i 239 bramek. Ma własną fundację „Ulf Kirsten Foundation”, która wspiera młode talenty piłkarskie z Drezna i okolic. Jego syn Benjamin jest bramkarzem. Stoi między słupkami w Dynamie Drezno.

## Statystyki

### Klubowe
| Klub                | Sezon              | Liga               | Liga  | Liga   | Puchar kraju | Puchar kraju | Europa | Europa | Inne  | Inne   | Suma  | Suma   |
| Klub                | Sezon              | Liga               | Mecze | Bramki | Mecze        | Bramki       | Mecze  | Bramki | Mecze | Bramki | Mecze | Bramki |
| ------------------- | ------------------ | ------------------ | ----- | ------ | ------------ | ------------ | ------ | ------ | ----- | ------ | ----- | ------ |
| Dynamo Drezno       | 1983/1984          | Oberliga NRD       | 11    | 1      |              |              | –      | –      | –     | –      | 11    | 1      |
| Dynamo Drezno       | 1984/1985          | Oberliga NRD       | 25    | 7      |              |              | 6      | 1      | –     | –      | 31    | 8      |
| Dynamo Drezno       | 1985/1986          | Oberliga NRD       | 24    | 7      |              |              | 6      | 2      | –     | –      | 30    | 9      |
| Dynamo Drezno       | 1986/1987          | Oberliga NRD       | 23    | 11     |              |              | –      | –      | –     | –      | 23    | 11     |
| Dynamo Drezno       | 1987/1988          | Oberliga NRD       | 22    | 7      |              |              | 2      | 0      | –     | –      | 24    | 7      |
| Dynamo Drezno       | 1988/1989          | Oberliga NRD       | 24    | 14     |              |              | 6      | 5      | –     | –      | 30    | 19     |
| Dynamo Drezno       | 1989/1990          | Oberliga NRD       | 25    | 10     |              |              | 1      | 0      | 1     | 0      | 27    | 10     |
| Dynamo Drezno       | Ogólnie            | Ogólnie            | 154   | 57     | 0            | 0            | 21     | 8      | 0     | 0      | 176   | 65     |
| Bayer 04 Leverkusen | 1990/1991          | Bundesliga         | 32    | 11     | 2            | 2            | 5      | 2      | –     | –      | 39    | 15     |
| Bayer 04 Leverkusen | 1991/1992          | Bundesliga         | 23    | 12     | 1            | 1            | –      | –      | –     | –      | 24    | 13     |
| Bayer 04 Leverkusen | 1992/1993          | Bundesliga         | 33    | 20     | 7            | 3            | –      | –      | –     | –      | 40    | 23     |
| Bayer 04 Leverkusen | 1993/1994          | Bundesliga         | 28    | 13     | 3            | 1            | 4      | 5      | 1     | 1      | 36    | 20     |
| Bayer 04 Leverkusen | 1994/1995          | Bundesliga         | 27    | 15     | 1            | 0            | 9      | 10     | –     | –      | 37    | 25     |
| Bayer 04 Leverkusen | 1995/1996          | Bundesliga         | 29    | 8      | 3            | 2            | 4      | 3      | –     | –      | 36    | 13     |
| Bayer 04 Leverkusen | 1996/1997          | Bundesliga         | 29    | 22     | 1            | 0            | –      | –      | –     | –      | 30    | 22     |
| Bayer 04 Leverkusen | 1997/1998          | Bundesliga         | 27    | 22     | 3            | 2            | 9      | 2      | 1     | 1      | 40    | 27     |
| Bayer 04 Leverkusen | 1998/1999          | Bundesliga         | 31    | 19     | 2            | 2            | 3      | 2      | 2     | 1      | 38    | 24     |
| Bayer 04 Leverkusen | 1999/2000          | Bundesliga         | 27    | 17     | –            | –            | 6      | 4      | 2     | 2      | 35    | 23     |
| Bayer 04 Leverkusen | 2000/2001          | Bundesliga         | 29    | 12     | 2            | 1            | 4      | 3      | 1     | 1      | 36    | 17     |
| Bayer 04 Leverkusen | 2001/2002          | Bundesliga         | 32    | 11     | 5            | 3            | 14     | 4      | 1     | 0      | 52    | 18     |
| Bayer 04 Leverkusen | 2002/2003          | Bundesliga         | 3     | 0      | 1            | 0            | –      | –      | 1     | 0      | 5     | 0      |
| Bayer 04 Leverkusen | Ogólnie            | Ogólnie            | 350   | 182    | 31           | 17           | 58     | 35     | 9     | 6      | 448   | 240    |
| Ogólnie w karierze  | Ogólnie w karierze | Ogólnie w karierze | 504   | 239    | 31           | 17           | 79     | 43     | 10    | 6      | 624   | 305    |

### Reprezentacyjne
| Reprezentacja | Rok     | Mecze | Bramki |
| ------------- | ------- | ----- | ------ |
| NRD           | 1985    | 7     | 1      |
| NRD           | 1986    | 9     | 2      |
| NRD           | 1987    | 9     | 4      |
| NRD           | 1988    | 8     | 0      |
| NRD           | 1989    | 11    | 4      |
| NRD           | 1990    | 5     | 3      |
| Łącznie       | Łącznie | 49    | 14     |
| Niemcy        | 1992    | 3     | 0      |
| Niemcy        | 1993    | 6     | 2      |
| Niemcy        | 1994    | 4     | 3      |
| Niemcy        | 1995    | 4     | 1      |
| Niemcy        | 1996    | 1     | 0      |
| Niemcy        | 1997    | 7     | 5      |
| Niemcy        | 1998    | 16    | 5      |
| Niemcy        | 1999    | 5     | 1      |
| Niemcy        | 2000    | 5     | 3      |
| Łącznie       | Łącznie | 51    | 20     |